# Sultan Ibragimov
Sultan-Achmed Magomedsalichovič Ibragimov, comunemente noto come Sultan (in russo Султан-Ахмед Магомедсалихович Ибрагимов?; Daghestan, 8 marzo 1975), è un ex pugile russo.

## Carriera

### Carriera amatoriale
Tra i riconoscimenti in ambito dilettantistico spiccano un argento europeo e un bronzo mondiale — conseguiti rispettivamente nel 2000 e 2001 — nonché il secondo posto alle Olimpiadi di Sydney cedendo a Félix Savón nella finale del 30 settembre 2000.
Da segnalare anche il terzo posto a Belfast nel giugno 2001, dopo aver perso contro Odlanier Solís.

### Carriera professionistica
Avuto accesso al circuito professionistico nel 2002, il 16 ottobre 2004 si aggiudicò contro Najee Shaheed il titolo panasiatico dei massimi messo in palio dalla WBO: difesa vittoriosamente la cintura fino al 15 dicembre 2005 contro Lance Whitaker, il 28 luglio 2006 pareggiò contro Ray Austin interrompendo una serie di 19 affermazioni consecutive.
Designato quale avversario di Shannon Briggs per il 10 marzo 2007, nell'occasione sconfisse invece uno Javier Mora chiamato a sostituire l'influenzato statunitense: inflitto un knock-out al messicano in appena 45", il 2 giugno successivo ebbe ragione con verdetto unanime di Briggs sottraendo a questi il titolo mondiale. La prima difesa in tal senso andò in scena il 13 ottobre seguente contro il quarantacinquenne Holyfield, il cui assalto venne respinto dopo 12 riprese.
Spodestato il 23 febbraio 2008 da Wladimir Klitschko — già detentore da par suo delle cinture IBF e IBO — tramite decisione congiunta dei giudici, Ibragimov (la cui ultima apparizione sul ring avvenne proprio contro l'ucraino) appese i guanti al chiodo nel luglio 2009.